# Ferrocarril en la República Democrática del Congo

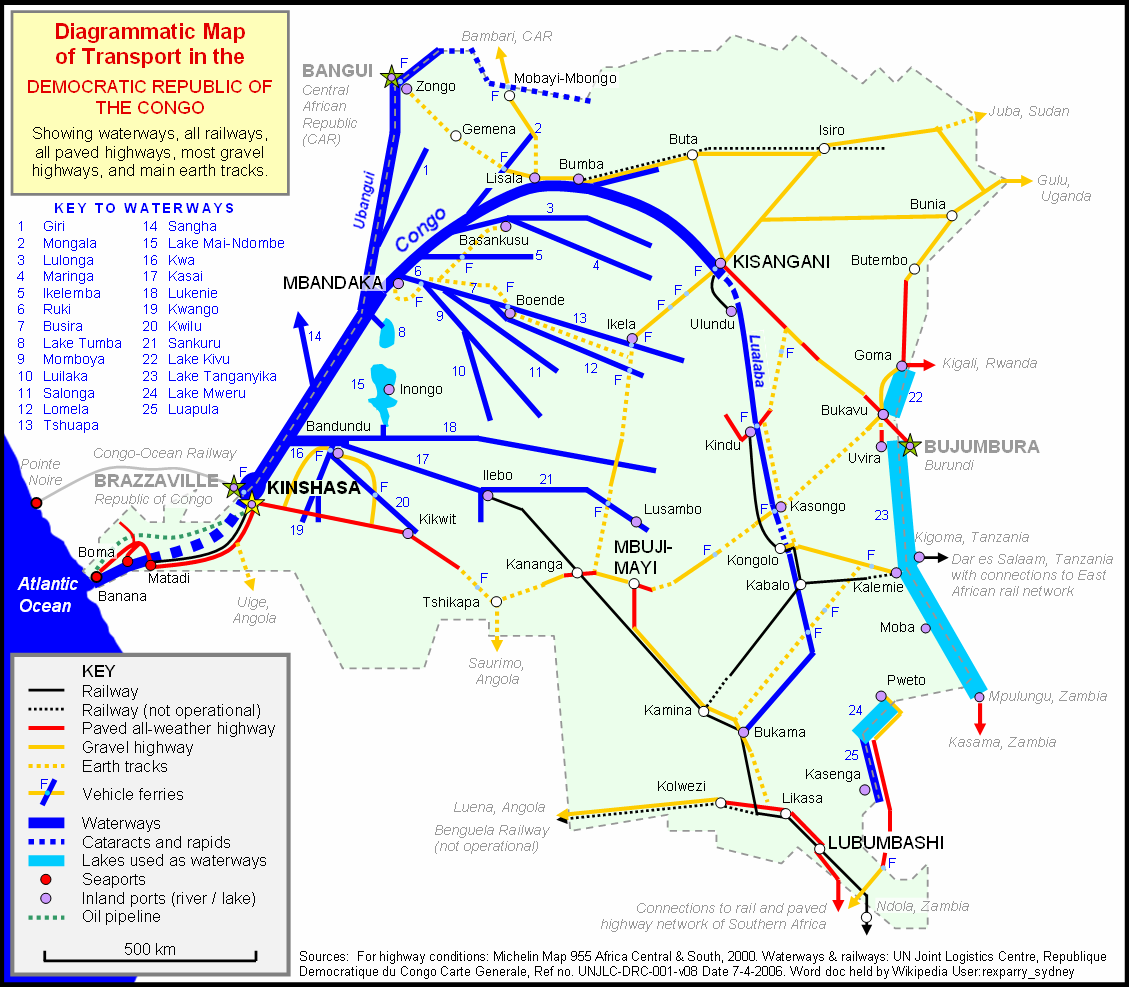
Mapa esquemático del ferrocarril y otros métodos de transporte de superficie en la RDC. Los ferrocarriles aparecen en negro.

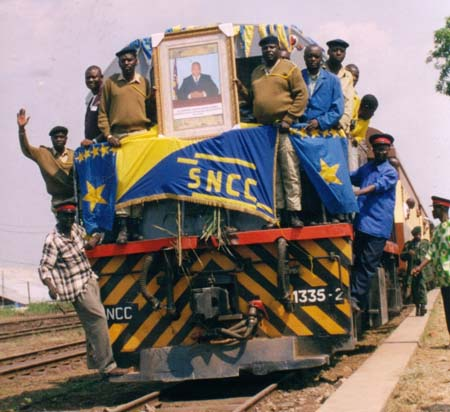
Tren procedente de Lubumbashi que llega a Kindu en una línea recién reformada

El transporte ferroviario en la República Democrática del Congo está a cargo de la Société Nationale des Chemins de Fer du Congo (SNCC), la Office National des Transports (ONATRA) y la Office des Chemins de fer des Ueles (CFU).
El sistema nacional está gestionado en su mayor parte por la Société Nationale des Chemins de Fer du Congo, SNCC. No todas las líneas ferroviarias están conectadas entre sí, sino que suelen estarlo por vía fluvial. Los sistemas ferroviarios se enumeran a continuación.

## Rutas
- Ferrocarril Matadi-Kinshasa: Del puerto de Matadi a Kinshasa pasando por Songolo, Kimpese, Mbanza-Ngungu y Kasangulu, operado por ONATRA, con un ancho de vía de 1067 mm, construido con un ancho de vía de 765 mm;[4] tres trenes a la semana.[5] En 1928, el Congo (Bélgica) y Angola (Portugal) hicieron un intercambio de tierras para facilitar el nuevo trazado del ferrocarril a Kinshasa.[6]  Esta línea es una circunvalación de las cataratas Livingstone en el río Congo, conocida como ferrocarril de porteo. Aguas arriba del puerto fluvial de Kinshasa, el transporte fluvial llega a unos dos tercios del país. La línea perdió tráfico en favor del transporte por carretera cuando se restableció la carretera Matadi-Kinshasa en 2000, y ahora se planea revitalizarla con ayuda de China.[7] En julio de 2006 se firmó un acuerdo entre ONATRA y una empresa china (CMIC) que renovará la vía, los trenes, las telecomunicaciones, el sistema de señales y el suministro eléctrico. La línea se reabrió en septiembre de 2015, tras una década sin servicio regular. En abril de 2016 había un viaje de pasajeros a la semana a lo largo de la línea y estaba previsto un servicio más frecuente.[8]
- Línea Vicicongo: Bumba (puerto fluvial del Congo) - Aketi - Buta - Likati - Isiro - Mungbere, con ramales a Bondo y Titule; vía estrecha de 600 mm. La línea fue inaugurada por la Société des Chemins de Fer Vicinaux du Congo entre 1926 y 1937. Tenía una longitud de 1235 km.[9]
- Línea de los grandes lagos primer tramo: Kisangani (puerto del río Congo) a Ubundu (puerto del alto río Congo), 1000 mm.[10] Esta línea es una derivación (ferrocarril de porteo) de las cataratas Stanley en el río Congo. Un tren circula después de la llegada a Kisangani de un barco procedente de Kinshasa o antes de la salida de un barco hacia Kinshasa, lo que puede ocurrir cada 2 o 3 meses aproximadamente, sin horario fijo. No hay servicio de barco de conexión entre Ubundu y Kindu en el río Lualaba (el alto Congo).[11]
- Segundo tramo de la línea de los Grandes Lagos: Kindu (puerto del río Lualaba) - Kibombo - Kongolo - Kabalo (puerto del río Lualaba y enlace con la línea del Katanga) - Nyunzu - Niemba - Kalemie (puerto del lago Tanganica), 1067 mm. Esta línea tenía un gálibo de 1000 mm como el primer tramo hasta 1955, cuando se cambió el gálibo para la conexión con la línea de Katanga en 1956. Justo al norte de Kongolo, el Lualaba es innavegable debido a los rápidos denominados Portes D'Enfer ('Puertas del Infierno'). La vía entre Kalemie y Niemba fue descrita por el UNJLC en 2006 como "muy degradada" y podría no estar operativa. Los barcos hacia Moba y Kalundu-Uvira en el lago Tanganica solían conectar con los trenes en Kalemie. En 1917 se introdujo un tren transbordador en el lago que operaba desde Kalemie, pero hace tiempo que desapareció.
- Línea Katanga: Kabalo (puerto del río Lualaba y cruce con la línea de los Grandes Lagos) - Kamungu - Katumba - Kabongo (o una ciudad a 8 km al sureste) - Kamina (cruce con la línea de Kasia) - Bukama (puerto del río Lualaba) - Tenke (cruce con el ferrocarril de Benguela) - Likasi - Lubumbashi - Sakania - Zambia, 1067 mm. Entre Tenke y Kolwezi hay varios ramales cortos en las zonas mineras. El tramo desde cerca de Kabongo hasta Kamina fue descrito por el UNJLC en 2006 como "muy degradado". El tramo Kamina - Lubumbashi será más recto, con una ruta totalmente separada por grados que utilizará un ancho de vía de 1 520 mm en julio de 2019 y estará totalmente electrificado con una altura mínima de cableado aéreo de 6,75 m por encima de la parte superior de los carriles. Sin embargo, esto hará que se cree una ruptura de ancho de vía (1520 mm/1435 mm) en varios cruces (hacia Kenia, hacia Mozambique y hacia Angola) y en la región fronteriza del norte.
- Línea Kasai: Ilebo (puerto del río Kasai) - Kananga - Mwene Ditu - Kaniama - Kamina (cruce con la línea Katanga), 1067 mm. Conecta la línea de Katanga con el puerto fluvial de Ilebo, desde donde los barcos pueden llegar a Kinshasa. La carga se transfiere a barcazas fluviales, pero en 2006 la UNJLC informa que el servicio fluvial funciona esporádicamente. El 1 de agosto de 2007, un tren de pasajeros se descontroló en la línea a 170 km al noroeste de Kananga y 7 vagones volcaron, matando a unas 100 personas.
- Línea Katanga-Benguela: Se construyó un ramal del ferrocarril de Katanga desde el cruce de Tenke, al noroeste de Likasi, pasando por Kolwezi, hasta Dilolo, en la frontera angoleña, para conectar con el ferrocarril de Benguela, de 1067 mm, desde Luau hasta el puerto atlántico de Lobito. Esto permitía la circulación de trenes de pasajeros entre Lubumbashi y Lobito, y de trenes de mercancías para transportar el cobre de los cinturones de cobre de Zambia y Katangan a un puerto marítimo para la exportación del cobre. Fue este propósito el que proporcionó la inversión para el Ferrocarril de Benguela. No funcionó a través de Angola a partir de la década de 1970, debido a la guerra civil en ese país. La línea entre Kolwezi y Dilolo fue descrita por el UNJLC en 2006 como "muy degradada". Se reabrió en 2018.[12]

Las siguientes líneas han sido eliminadas por completo y no figuran en la lista para su futura rehabilitación:
- Línea Mayumbe: Boma a Tshela, 1889-1984, ancho de vía de 610 mm,[4] 137 km de longitud e inaugurada por etapas de 1901 a 1913.[9] Retirada en 1984.[13]
- Ferrocarril de Kivu: Kalundu-Uvira-Kamaniola (- Bukavu), 1931-1958, 1067 mm.[14]
- Ferrocarril Forminière 1923-1955 600 mm (1 ft 11+5⁄8 in) Siguió el río Kasai desde Charlesville hasta Makumbi.[15]

## Total de vías
4772 km (2002), 5138 km (1995); vía estrecha:
- 3621 km de ancho de vía de 1067 mm (858 km electrificados); (2002)
- 3987 km de ancho de vía de 1067 mm (858 km electrificados); (1996)
- 125 km de ancho de vía de 1000 mm; (2002) ev. transformada a 1067 mm en 1955[10]
- 1026 km 600 mm de ancho de vía (2002);

## Enlaces ferroviarios con países adyacentes
Sólo hay un enlace internacional que funciona actualmente:
- Zambia - sí - mismo ancho de vía - 1067 mm, conecta con los ferrocarriles de Zimbabue, Mozambique y Sudáfrica.

Este enlace no está actualmente en funcionamiento:
- Angola - sí - mismo ancho de vía - 1067 mm. El enlace con los puertos de Benguela y Lobito estaba inutilizado desde los años 70, pero ha sido rehabilitado. El ministro angoleño de Transportes, Augusto Tomás, prometió la reconstrucción hasta la estación fronteriza de Luau, en la provincia de Moxico, para finales de 2012. El objetivo era entonces la línea de Dilolo a Kolwezi. La línea se reabrió en 2018.[12]
- En 2012, Angola comenzó a planificar una línea desde Luanda a través del puente de Matadi hasta el enclave de la provincia de Cabinda, que necesariamente atraviesa el territorio del Congo, con un empalme con el ferrocarril Matadi-Kinshasa del Congo.

Hay enlaces en barco con las líneas ferroviarias de estos países vecinos:
- República del Congo: no hay enlace directo, pero los transbordadores ordinarios que cruzan el río Congo desde Kinshasa a Brazzaville pueden llevar pasajeros y mercancías al ferrocarril Congo-Océano (con el mismo ancho de vía de 1067 mm) que va de Brazzaville al puerto atlántico de Pointe Noire.
- Tanzania - no hay enlace directo, pero los barcos llevan el transporte de mercancías entre Kalemie y Kigoma, desde donde la línea central de Tanzania va al puerto marítimo de Dar es Salaam; en su día hubo un tren transbordador desde Kalemie construido en 1917; cambio de ancho 1067 mm/1000 mm.

Estos países vecinos tienen sistemas ferroviarios, pero no hay enlaces desde el Congo:
- Sudán del Sur - no - mismo ancho de vía 1067 mm.
- Uganda - no - cambio de ancho 1067 mm (3 ft 6 in)/1000 mm.

Estos países vecinos no tienen sistemas ferroviarios: República Centroafricana, Ruanda y Burundi.

## Proyectos ferroviarios propuestos
- En septiembre de 2007 se informó de que China aportaría 5.000 millones de dólares para nuevos proyectos de infraestructura, incluyendo la rehabilitación y construcción de nuevos tramos para unir Sakania y Lubumbashi con Matadi (3200 km), que se completarían en 3 años.[16]
- En 2005 se propuso una línea desde Uganda hasta Kasese.[17]
- En 2012, se propuso una línea de ancho de vía nuevo o rehabilitado de 1435 mm desde Kisangani hasta el puerto de Lamu en Kenia.[18]
- En 2019, el SNCC llegó a un acuerdo de 500 millones de dólares con Russian Railways para que la empresa ayude a mejorar el sistema ferroviario de la RDC.[19]

## Críticas
La red ferroviaria de la República Democrática del Congo ha sufrido numerosos accidentes debido al mal mantenimiento. El número de muertos es a menudo elevado, en parte debido a la práctica del surfeo de trenes. Un grave accidente en agosto de 2007 provocó la muerte de más de 100 personas en Benaleka, Kasai-Occidental. En abril de 2014, 48 personas murieron y 160 resultaron heridas cuando un tren del SNCC descarriló cerca de Katongola, en la provincia de Katanga. 33 murieron en otro incidente en noviembre de 2017 cerca de Lubudi, provincia de Lualaba. 32 murieron en un accidente en la provincia de Kasai en marzo de 2019. En septiembre de 2019, al menos 50 personas murieron como consecuencia de un descarrilamiento en Tanganica.

## Locomotoras
El 3 de noviembre de 2008 se suministraron a la RDC cuatro locomotoras diésel-eléctricas procedentes de China. Se trata de locomotoras Co-Co de 1800 CV, modelo CKD7C, construidas por la CRN Dalian.

### Galería

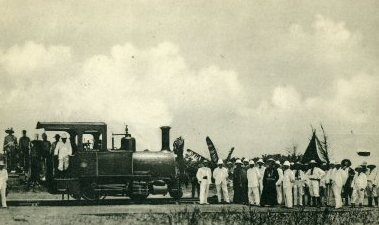
Locomotora de vapor de 1898.
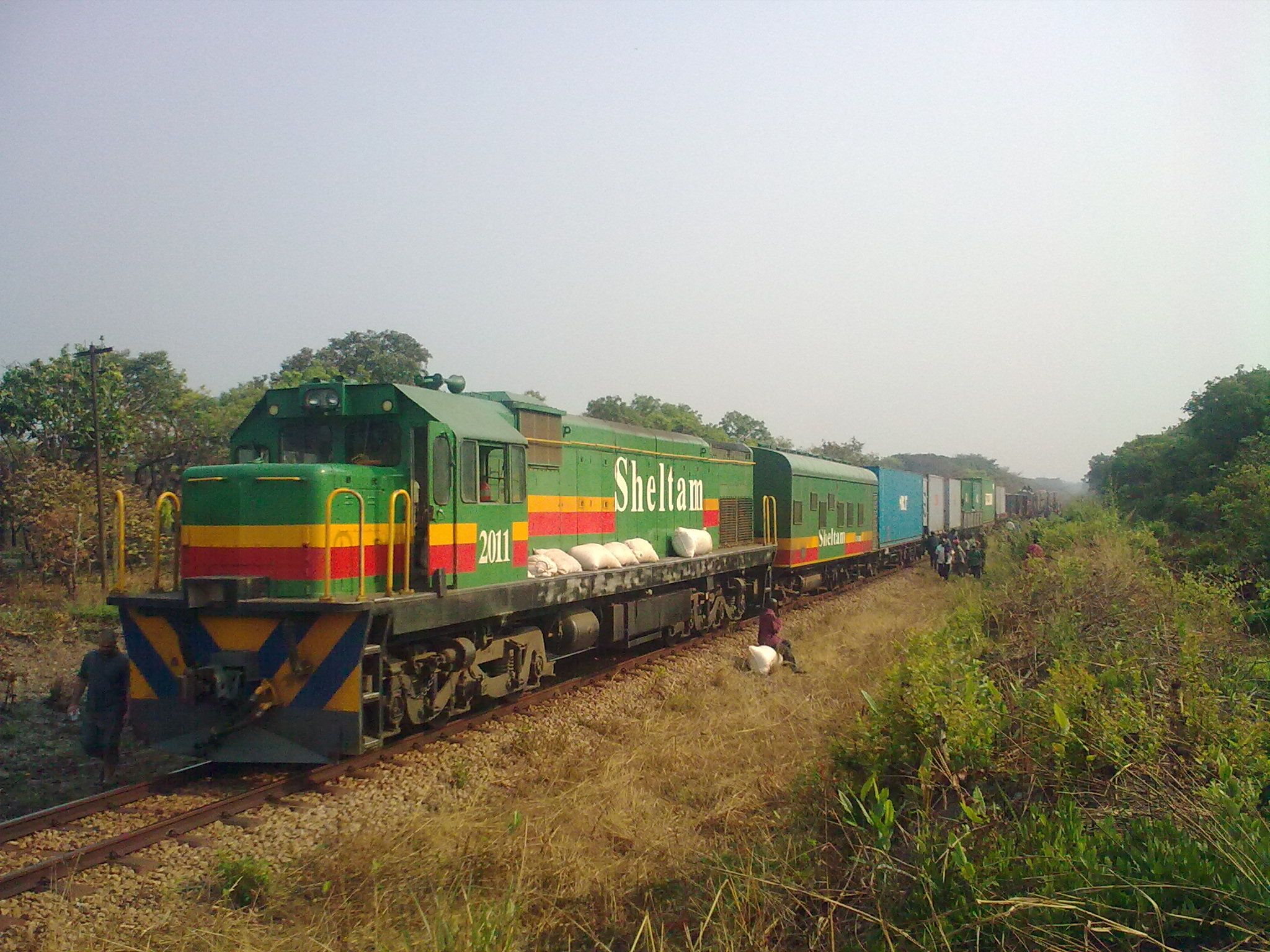
La antigua locomotora 33-200 de la SAR (33-219) es ahora propiedad de Sheltam y presta servicio en la RDC Congo para SNCC.

## Mapas
- Mapa de República Democrática del Congo (ONU)
- Mapa de República Democrática del Congo Centro-Oriental (ONU)

### Más lecturas
- Robinson, Neil (2009), North, East and Central Africa, World Rail Atlas, ISBN 978-954-92184-3-5, OCLC 775130252.
- Le rail au Congo belge.. Bruselas: Blanchart. 1999. ISBN 2-87202-010-1. OCLC 32541776.
- Nicolaï, Henri (1954).  Institut Royal Colonial Belgue, Section de Sciences Naturelles et Médicales, ed. La transformation des paysages congolais par le chemin de fer: l'exemple du B.C.K.. OCLC 23419980.

- Datos: Q1640012
- Multimedia: Rail transport in the Democratic Republic of the Congo / Q1640012